# Observatorio David Dunlap
El Observatorio David Dunlap (nombre original en inglés: David Dunlap Observatory, DDO) es una gran instalación astronómica situada justo al norte de Toronto, en Richmond Hill, Ontario (Canadá). Ubicado en una propiedad de 76 hectáreas, fue propiedad de la Universidad de Toronto, que lo utilizó desde su establecimiento en 1935 hasta 2008. Posteriormente ha sido dirigido por la Real Sociedad Astronómica de Canadá (Centro de Toronto). Su instrumento primario es un telescopio reflector de 74 pulgadas (1,88 m), el segundo más grande del mundo en su época, y todavía el más grande en Canadá. 
Fue construido gracias al empeño del astrónomo Clarence Chant (1865-1956), y debe su nombre al empresario minero canadiense David Dunlap (1862-1924), cuya viuda, Jessie Dunlap, financió su construcción como un homenaje póstumo.
En el DDO se han realizado numerosos estudios importantes, incluyendo mediciones pioneras de la distancia a cúmulos globulares; proporcionando la primera evidencia directa de que Cygnus X-1 es un agujero negro; y con el descubrimiento de que Polaris se estabilizaba, pudiendo quedar fuera de la categoría de Cefeida variable. Localizado en una colina a 220 m de altitud (relativamente cerca del nivel del mar), ha quedado rodeado por parcelas urbanizadas. La contaminación lumínica ha mermado su capacidad para la astronomía óptica, especialmente en comparación con otros emplazamientos remotos alrededor del mundo.

## Historia

### Génesis

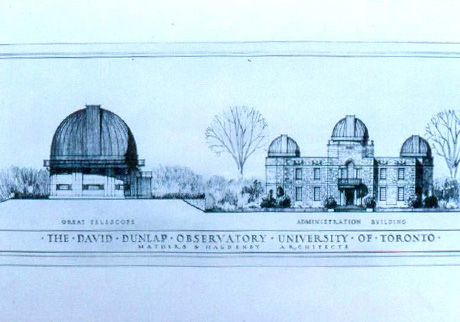
Croquis preliminar del Observatorio David Dunlap

El DDO debe su existencia casi enteramente al empeño del astrónomo y docente de la Universidad de Toronto Clarence Chant.
Anteriormente, la universidad había alojado el Observatorio Magnético y Meteorológico de Toronto, incluyendo un telescopio refractor Cooke de 6 pulgadas (150 mm) de gran calidad, pero debió trasladarse a otro lugar al urbanizarse el entorno.
Convencido de la necesidad de un nuevo telescopio en la universidad, hacia 1905 Chant empezó a buscar un emplazamiento alternativo para evitar el problema de la contaminación lumínica, en el que se emplazaría el nuevo telescopio de Warner & Swasey Company de Cleveland (fabricante del telescopio del entonces recién inaugurado Observatorio Dominion en Ottawa) para el que a la vez buscaba financiación. En 1910 finalmente encontró la ubicación perfecta, una parcela relativamente cercana a la universidad de 40.000 m² inicialmente prevista para un Hospital de Aislamiento que nunca se construyó. El estallido de la Primera Guerra Mundial provocó la cancelación del proyecto del observatorio en 1919.

### Implicación de Dunlap
Chant siguió buscando tenazmente financiación para el observatorio sin mucho éxito, hasta que en 1921 conoció al ejecutivo de un consorcio minero, David Dunlap, durante una conferencia que pronunció sobre el cometa 7P/Pons-Winnecke (que por entonces había sido visible en Canadá). Dunlap se interesó en los esfuerzos de Chant para construir un gran observatorio, pero falleció en octubre de 1924 (a los 61 años de edad) antes de llegar a firmarse un compromiso financiero firme. Finalmente, fue su viuda, Jessie Dunlap, quien a finales de 1926 asumió la idea de Chant de levantar un observatorio como monumento a la memoria de su marido.
El crecimiento de la ciudad obligó de nuevo a buscar un emplazamiento alternativo para el observatorio. Por fin se localizó su emplazamiento definitivo en Toronto, a una escasa distancia de la calle Yonge. Jessie Dunlap estuvo totalmente de acuerdo ("¡Este es el sitio!", le dijo a Chant cuando lo vio) y autorizó su compra por 28.000 dólares canadienses.

### Construcción

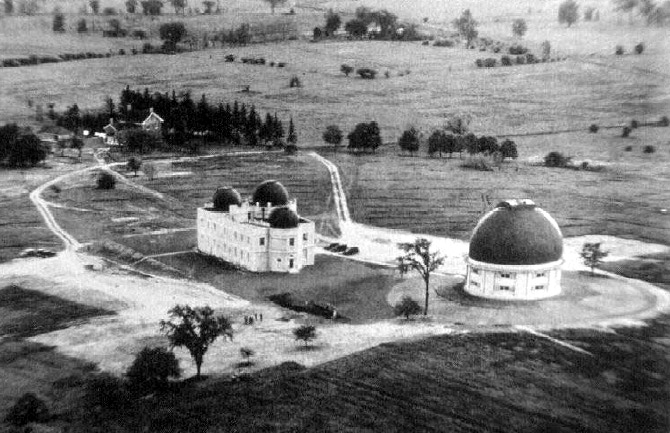
Vista del Observatorio David Dunlap en 1935. La casa del observatorio es visible arriba a la izquierda.

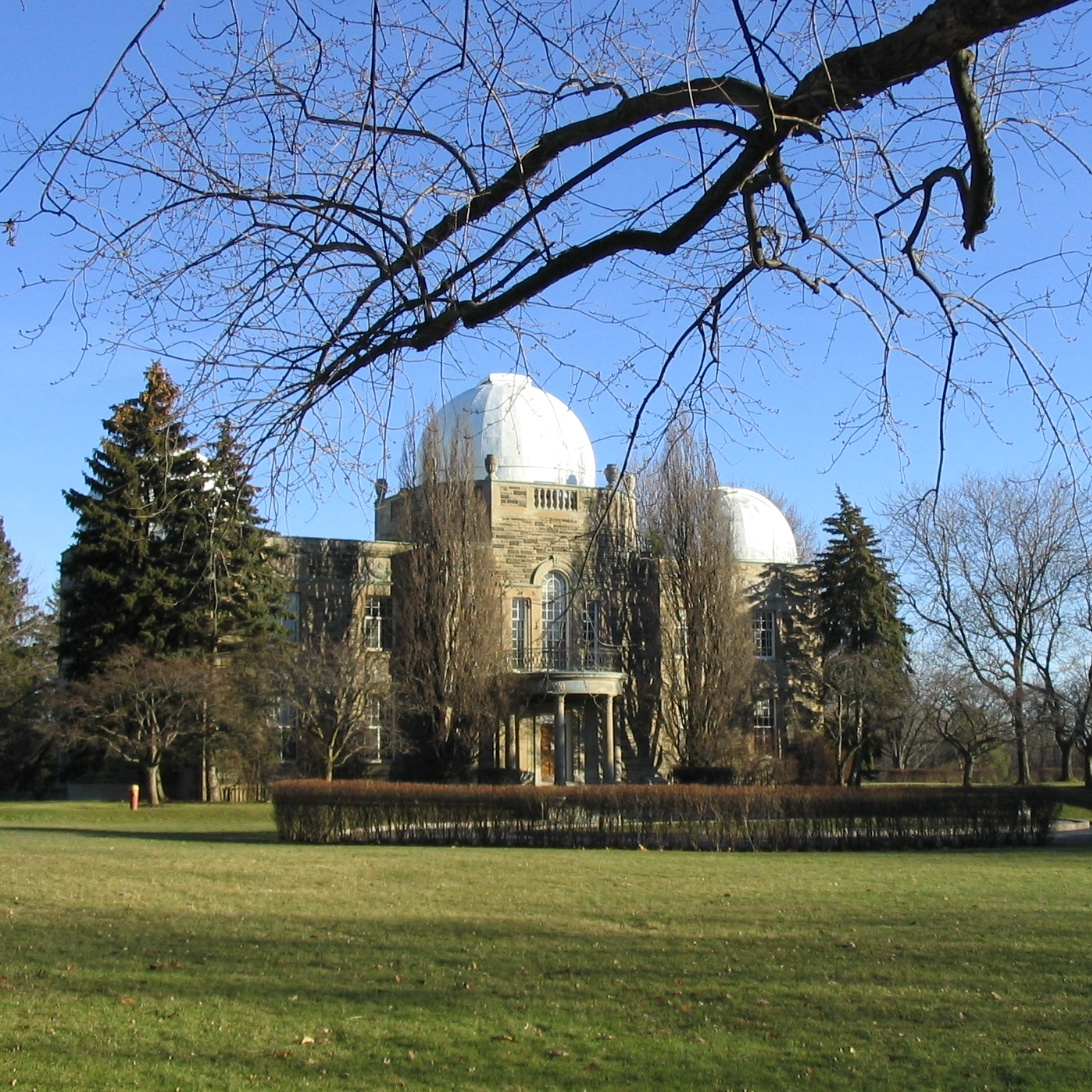
El edificio de administración, con dos de los telescopios del observatorio en su ático. El tercer domo del edificio queda justo fuera de la vista, detrás de los árboles de la izquierda.

Chant encargó inmediatamente un telescopio de 74 pulgadas (1,9 m) a Grubb, Parsons y Compañía de Inglaterra, el segundo telescopio más grande del mundo en la época, solo por detrás del reflector de 100 pulgadas (2,5 m) del Observatorio del Monte Wilson.
El edificio del observatorio con su cúpula de cobre de 18,6 m de diámetro se finalizó en 1933. La base de vidrio del espejo del telescopio principal fue suministrada por Corning Inc., que también había construido el espejo de 5,1 m para el Observatorio Palomar. Chant y la viuda Dunlap asistieron al vertido del vidrio del espejo en la fábrica de Corning de Nueva York en junio de 1933. Una vez enfriado lentamente, se embarcó hacia Inglaterra, donde fue pulido. El telescopio fue completado a tiempo para el regreso del espejo acabado en mayo de 1935.
El telescopio se inauguró oficialmente el 31 de mayo de 1935, coincidiendo con el 70 cumpleaños de Chant. La ceremonia de apertura contó con notables personalidades, como Sir Frank Watson Dyson, antiguo astrónomo real, y el ex primer ministro de Canadá William Lyon Mackenzie King, quién alabó el Observatorio como "un regalo a la ciencia internacional". Chant se jubiló ese mismo día, y se trasladó a la Casa del Observatorio (acondicionada sobre una antigua granja que contenía la propiedad), donde residió durante el resto de sus días. En mayo de 1939, el tren donde viajaban el rey Jorge VI e Isabel, la reina Madre, se detuvo al pie del observatorio para que pudieran contemplar el telescopio más grande de la Commonwealth.
Grubb-Parsons construyó cuatro telescopios más de 1,88 metros semejantes al de la colina de Richmond: para el Observatorio Radcliffe en Pretoria; para el Observatorio del Monte Stromlo en Australia; para el Observatorio de Helwan en Egipto; y para un observatorio en la Prefectura de Okayama en Japón.
Las tres cúpulas situadas en la parte superior del edificio de administración del observatorio alojan instrumentos más pequeños (telescopios Cassegrain de 150, 500 y 600 mm).

### Operaciones
De 1946 a 1951 el director del observatorio fue Frank Scott Hogg, incorporado al DDO por su esposa Helen Sawyer Hogg. Después de la muerte de su marido, Helen continuó en el observatorio, trabajando sobre cúmulos globulares, y publicando un importante catálogo de grupos de estrellas variables. Entre 1959 y 1966, el astrónomo Sidney van den Bergh compiló desde allí una base de datos de galaxias enanas conocida como el Catálogo del Observatorio David Dunlap.
Sus instalaciones de radioastronomía midieron en 1963 la densidad de flujo absoluta de Cassiopeia A en los 320 MHz, un estándar radiométrico. El DDO también construyó un radiotelescopio de 18 m en Algonquin Park (en el norte Ontario), junto al Radio Observatorio Algonquin. Este instrumento fue activamente utilizado hasta 1991, cuando problemas presupuestarios obligaron a cerrarlo. Posteriormente fue utilizado por un grupo privado como parte del  proyecto SETI, siendo más adelante trasladado fuera de Ontario.

### Traslados
El Edificio de Administración en el DDO fue la sede del Departamento de Astronomía hasta los años 1960, manteniéndose las reuniones de departamento semanales allí hasta 1978. La biblioteca principal se trasladó a una ubicación más céntrica en 1983. El refractor Cooke, ya casi sin uso, fue donado al Museo de Ciencia y Tecnología de Canadá en 1984.
A pesar de que llegó a pensarse en trasladar el telescopio principal a un nuevo emplazamiento, al final se decidió que los fondos serían mejor empleados en un instrumento más pequeño situado en una ubicación mucho mejor. Esto llevó a la construcción de un instrumento de 60 cm en el Observatorio Las Campanas (Chile) en 1971 (UTSO), desde donde de forma remota Ian Shelton descubrió la SN 1987A, la primera supernova visible a simple vista en más de 350 años. El UTSO fue más tarde cerrado en 1997 al redestinarse sus fondos a una participación en el Observatorio Gemini, siendo el telescopio de 60 cm reubicado en el Observatorio El Leoncito en Argentina.

### Clausura, venta y reapertura
A mediados de la década de 1990, el observatorio seguía siendo el reflector más grande de Canadá, pero ya se consideraba pequeño para los estándares modernos. Después del cierre del UTSO en 1998, la Sociedad Astronómica Canadiense, una sociedad de astrónomos universitarios, propuso un plan para estudiar desde allí los orígenes de la estructura del universo.
En septiembre de 2007, la Universidad planeó la venta de los terrenos del observatorio debido a los problemas de contaminación lumínica. Las 75 hectáreas se venderían por unos 100 millones de dólares, una parte de los cuales se destinarían a fundar el Instituto Dunlap para continuar la investigación astronómica.
Sin embargo, tras una larga batalla judicial, la Administración Canadiense declaró Patrimonio Cultural el emplazamiento del Observatorio y sus edificios en enero de 2009, con el apoyo del ayuntamiento de Toronto.
Desde entonces, el observatorio ha pasado a depender de la Real Sociedad Astronómica de Canadá, y se ha dedicado a organizar actividades astronómicas populares, como la observación anual de las Perseidas, dando cobertura a medios de comunicación.
También se ha utilizado como escenario de producciones del canal televisivo Syfy (como Almacén 13), y de la NBC (con su serie televisiva Hannibal).

### Instituto Dunlap de Astrofísica y Astronomía
A comienzos de 2009, coincidiendo con el Año Internacional de la Astronomía, la Universidad de Toronto organizó varias iniciativas conectadas con la fundación del Instituto Dunlap, para el que se buscó un director.
El Instituto, junto con el CITA (Canadian Institute for Theoretical Astrophysics) y el Departamento de Astronomía y Astrofísica de la Universidad, patrocinaron en 2009 la reunión anual de la CASCA (Canadian Astronomical Society) en mayo, incluyendo el congreso anual Helen Sawyer Hogg, organizado conjuntamente con la Sociedad Astronómica Real de Canadá. La conferencia principal fue pronunciada por el físico y divulgador científico de la Universidad de Arizona Lawrence M. Krauss. 
Desde 2012, el Instituto Dunlap organiza programas educativos de trabajo con instrumentación astronómica, participando en numerosas actividades tanto locales como internacionales de formación y de investigación astronómica.

## Telescopio principal. Contexto histórico
El instrumento principal del DDO fue el segundo telescopio más grande del mundo cuando comenzó a operar en 1935, pasando al tercer lugar con la inauguración del Telescopio Hale en 1948. Los telescopios más grandes en 1935 eran:
| # | Nombre/Observatorio                                   | Imagen | Abertura     | Altitud | Primera luz | Promotores                          |
| - | ----------------------------------------------------- | ------ | ------------ | ------- | ----------- | ----------------------------------- |
| 1 | Telescopio Hooker/Observatorio del Monte Wilson       |        | 100'' 254 cm | 1742 m  | 1917        | George Ellery Hale, Andrew Carnegie |
| 2 | Observatorio David Dunlap                             |        | 74'' 188 cm  | 224 m   | 1935        | Clarence Chant, David Dunlap        |
| 3 | Telescopio Plaskett/Observatorio Astrofísico Dominion |        | 72'' 182 cm  | 230 m   | 1918        | John S. Plaskett                    |

### Citas
1. ↑  «List Of Observatory Codes» (en inglés). Consultado el 10 de enero de 2017.
2. ↑  Polaris - The Story Continues Archivado el 30 de septiembre de 2007 en Wayback Machine. Photoelectric Photometry Newsletter, American Association of Variable Star Observers, mayo de 1998
3. 1 2 3  Fernie, 2000.
4. ↑  Beattie, Brian (1982). «The 6 pulgada (152,4 mm) Cooke Refractor in Toronto». Journal of the Royal Astronomical Society of Canada 76 (2): 109-128. Bibcode:1982JRASC..76..109B.
5. 1 2 3 4 5 6  Russell, 1999.
6. ↑  "Scheinman Report Archivado el 25 de mayo de 2011 en Wayback Machine.", Town of Richmond Hill, June 17, 2008, SRPD.08.097
7. ↑  http://www.oao.nao.ac.jp/en/
8. ↑  «A Third Catalog of Variable Stars in Globular Clusters Comprising 2199 Entries». Publications of the David Dunlap Observatory. 1973. Archivado desde el original el 3 de marzo de 2016. Consultado el 9 de enero de 2017.
9. ↑  «A catalogue of dwarf galaxies». Publications of the David Dunlap Observatory: 147-150. 1959. Bibcode:1959PDDO....2..147V.
10. ↑  «A Brief SETI Chronology». SETI League.
11. ↑  «IAUC4316: 1987A, N. Cen. 1986». 24 de febrero de 1987.
12. ↑  «Black holes: The Canadian connection». CBC. 18 de abril de 2008. Consultado el 5 de julio de 2008.
13. ↑  National Research Council (Canada), ed. (1998). The Origins of Structure in the Universe.
14. ↑  «U of T Observatory Likely To Be Sold». Toronto Star. 11 de septiembre de 2007.
15. ↑  «Observatory Sale Plan Angers Town». Toronto Star. 2 de noviembre de 2007.
16. ↑  «Re: Intention to Designate the Property known as the David Dunlap Observatory, 123 Hillsview Drive, Richmond Hill (CRB File 2007-12)». Conservation Review Board. Archivado desde el original el 27 de septiembre de 2011.
17. ↑  «Minutes of Richmond Hill Town Council meeting». 29 de septiembre de 2009. Archivado desde el original el 27 de septiembre de 2011.
18. ↑  «Thanks to the more than 2000 people who brought their lawn chairs, blankets, binoculars and enthusiasm to our Perseid Meteor Night». Royal Astronomical Society of Canada Toronto Centre. Archivado desde el original el 13 de enero de 2010. Consultado el 9 de enero de 2017.
19. ↑  «In the Community». The David Dunlap Observatory. Archivado desde el original el 6 de noviembre de 2015. Consultado el 9 de enero de 2017.
20. ↑  Reinhardt Postdoctoral Fellowship in Astrophysics, "Director, Dunlap Institute for Astronomy and Astrophysics Archivado el 3 de agosto de 2009 en Wayback Machine.
21. ↑  "CASCA 2009 University of Toronto 2009 May 26-29 Archivado el 9 de abril de 2009 en Wayback Machine."
22. ↑  "Helen Sawyer Hogg Memorial Lecture Archivado el 22 de mayo de 2009 en Wayback Machine."
23. ↑  «The Dunlap Institute's 2013 Summer School». Journal of the Royal Astronomical Society of Canada. febrero de 2014.
24. ↑  «Dunlap Award for Innovation in Astronomical Research Tools». Canadian Astronomical Society.

## Lecturas relacionadas
- The Cold Light of Dawn: A History of Canadian Astronomy, Richard A. Jarrell, University of Toronto Press, 1988, ISBN 978-0-8020-2653-8